# Маслов Микола Васильович (військовий)
Микола Васильович Маслов (1902–1944) — старший сержант Робітничо-селянської Червоної Армії, учасник Великої Вітчизняної війни, Герой Радянського Союзу (1944), який загинув в боях на території Західної України.

## Біографія
Микола Маслов народився 22 грудня 1902 року в селі Узлова (нині — Абатський район Тюменської області). Закінчив початкову школу. До війни працював головою колгоспу. У 1941 році Маслов був покликаний на службу в Робітничо-селянську Червону Армію. З серпня того ж року — на фронтах Великої Вітчизняної війни. До вересня 1943 гвардії старший сержант Микола Маслов командував кулеметним відділенням 37-го гвардійського стрілецького полку 12-ї гвардійської стрілецької дивізії 61-ї армії Центрального фронту. Відзначився під час битви за Дніпро .
28 вересня 1943 року відділення Маслова в числі перших переправилося через Дніпро в районі села Глушець Лоєвського району Гомельської області Білоруської РСР і взяло активну участь в боях за захоплення і утримання плацдарму на його західному березі, протримавшись до переправи основних сил .
Указом Президії Верховної Ради СРСР від 15 січня 1944 року гвардії старший сержант Микола Маслов був удостоєний звання Героя Радянського Союзу з врученням ордена Леніна і медалі «Золота Зірка» .
30 березня 1944 року Маслов загинув у бою. Похований в місті Тисмениця Івано-Франківської області України .